# Timiri
Timiri è una suddivisione dell'India, classificata come town panchayat, di 14.939 abitanti, situata nel distretto di Vellore, nello stato federato del Tamil Nadu. In base al numero di abitanti la città rientra nella classe IV (da 10.000 a 19.999 persone).

## Geografia fisica
La città è situata a 12° 50' 10 N e 79° 18' 18 E.

## Società

### Evoluzione demografica
Al censimento del 2001 la popolazione di Timiri assommava a 14.939 persone, delle quali 7.410 maschi e 7.529 femmine. I bambini di età inferiore o uguale ai sei anni assommavano a 1.591, dei quali 778 maschi e 813 femmine. Infine, coloro che erano in grado di saper almeno leggere e scrivere erano 10.162, dei quali 5.721 maschi e 4.441 femmine.